# Martin Kitel
Martin Kitel (* 24. April 1966 in Landskrona) ist ein ehemaliger schwedischer Boxtrainer und Boxer. Er war unter anderem Teilnehmer der Olympischen Spiele 1988 (Platz 5).

## Boxkarriere
Kitel trainierte in den Clubs Häljarp AIS in Landskrona und Narva BK in Stockholm. Er wurde 1983 Schwedischer Juniorenmeister und war Teilnehmer der Junioren-Europameisterschaft 1984. In den Jahren 1986, 1988 und 1989 wurde er jeweils Schwedischer Meister der Erwachsenen und startete bei den Olympischen Spielen 1988 in Seoul. Dort erreichte er mit Siegen gegen Ncholu Monontsi und Segundo Mercado das Viertelfinale, wo er gegen Raymond Downey ausschied.

## Trainerkarriere
Kitel begann als Boxtrainer in Stockholm zu arbeiten, zog jedoch aufgrund der Beziehung zu einer Norwegerin nach Oslo, wo er anfangs als Trainer im Sportsklubben av 1909 tätig war. Nach den Olympischen Spielen 2000 wurde er Box-Nationaltrainer in Norwegen und mit September 2022 Sportmanager beim Norwegischen Boxverband, wo er unter anderem mit der Gesamtverantwortung für die Nationalmannschaften auf allen Ebenen, einschließlich der sportlichen Entwicklung und Investitionen in den norwegischen Boxsport betraut wurde.